# 바스토 (키에티도)
바스토(이탈리아어: Vasto)는 이탈리아 아브루초주 키에티도에 있는 코무네이다. 라틴어로는 히스토니움(Histonium)이다.

## 지리
밀리아니코는 아펜니노 산맥의 언덕에 위치해 있다.

## 역사
전승에 따르면 바스토는 그리스의 영웅 디오메데스에 의해 지어졌다. 첫 거주지의 흔적은 기원전 1300년까지 올라간다. 히스토니움은 푼타 델라 펜나이라고 불리는 곶에서 남쪽으로 9 km 떨어진 아드리아해 해안가에 있었던 곳으로서, 프레타니족의 마을 중 하나였다. 이 도시는 모든 지리학자들에게 프레타니족의 마을로 언급되었고, 율리우스 카이사르 하에 우리는 Liber Coloniarum에서 식민지로 인정된 것으로 배웠다.